# Гаскойн-Сесил, Роберт, 7-й маркиз Солсбери
Роберт Майкл Джеймс Гаскойн-Сесил, 7-й маркиз Солсбери (англ. Robert Michael James Gascoyne-Cecil, 7th Marquess of Salisbury, род. 30 сентября 1946) — британский аристократ, государственный и политический деятель из рода Сесилов. С 1972 по 2003 год он носил титул учтивости — виконт Крэнборн.
Лидер палаты лордов и лорд-хранитель печати с 20 июля 1994 по 2 мая 1997 года в кабинете Джона Мейджора. Лидер оппозиции в Палате лордов со 2 мая 1997 по 3 декабря 1998 года.

## Ранняя жизнь
Старший сын Роберта Эдварда Питера Гаскойна-Сесила, 6-го маркиза Солсбери (1916—2003), и Марджори «Молли» Олейн Уиндем-Куин (1922—2016). Его младшим братом был журналист лорд Ричард Сесил, который был убит, освещая конфликт в Родезии в 1978 году.
Лорд Крэнборн учился в Итонском колледже и Крайст-черче в Оксфорде и стал коммерческим банкиром, прежде чем отправиться работать в фамильные поместья.

## Политическая карьера

### Палата общин
Лорд Крэнборн был выбран кандидатом от Консервативной партии для Южного Дорсета в 1976 году, где его семья владела землей, несмотря на то, что в короткий список входили несколько бывших членов парламента, которые потеряли свои места на двух выборах 1974 года. На конференции Консервативной партии 1978 года он выступил против британских санкций против Родезии. Он выиграл место в Южном Дорсете на парламентских выборах 1979 года, став седьмым поколением подряд в своей семье, заседающим в Палате общин. В своей первой речи он призвал Яна Смита, премьер-министра Родезии, остаться в стороне в пользу Абеля Музорева.
Виконт Крэнборн получил в целом репутацию правого крыла, особенно в вопросах, касающихся англиканской церкви, но испортил эту репутацию, когда в 1981 году он написал в соавторстве брошюру, в которой говорилось, что борьбе с безработицей следует уделять больше внимания, чем борьбе с ней. инфляция. Он проявил интерес к Северной Ирландии, и, когда Джим Прайор объявил о своей политике «Rolling Devolution», оставил неоплачиваемую работу в качестве помощника Дугласа Херда.
Лорд Крэнборн стал известен в начале 1980-х годов как антикоммунист, как сторонник афганских беженцев (после советского вторжения в эту страну) в Пакистане и за отправку продуктовых посылок в Польшу. До начала XXI века в его поместье Хэтфилд-Хаус работал благотворительный магазин исключительно для сбора денег на эти цели, включая средства для польских детских домов. Он участвовал в усилиях по финансированию афганского сопротивления. Его решительное противодействие любому вмешательству Ирландии в дела Северной Ирландии заставило его выступить против англо-ирландского соглашения и способствовало его решению уйти из Палаты общин в 1987 году.

### Палата лордов
После парламентских выборов 1992 года Джон Мейджор использовал ускоренное судебное разбирательство, чтобы призвать лорда Крэнборна в Палату лордов в одном из младших титулов своего отца. Таким образом, лорд Крэнборн был вызван в парламент как барон Сесил из Эссендона в графстве Ратленд (самое младшее достоинство его отца), хотя он продолжал быть известен своим титулом учтивости — виконт Крэнборн. Это самый последний раз, когда был выдан приказ об ускорении, и в соответствии с положениями Закона о Палате лордов 1999 года, отменяющего автоматическое право наследственных пэров заседать в Палате лордов, любое будущее использование судебного приказа об ускорении крайне маловероятно.
Он служил в течение двух лет младшим министром обороны, прежде чем был назначен лордом-хранителем печати и руководителем Палаты лордов в 1994 году. Лорд Крэнборн был назначен королевой тайным советником 21 июля 1994 года. Финансирование оппозиционных партий в Палате лордов, известных как Cranborne Money, началось во время его руководства. Когда в июле 1995 года Мейджор ушёл с поста лидера Консервативной партии в попытке проверить свой авторитет в качестве лидера, лорд Крэнборн возглавил свою кампанию по переизбранию. Он был признан одним из немногих членов кабинета, которые были лично лояльны к Мэйджору, но продолжали возглавлять консервативных пэров после того, как лейбористы победили на всеобщих выборах 1997 года.
Когда новый премьер-министр Тони Блэр предложил убрать наследственный элемент в Палате лордов, лорд Крэнборн заключил договор с лейбористским правительством о сохранении небольшого числа потомственных пэров (позже установленного в 92) для того, что должно было стать промежуточный период. Формально эта поправка была официально предложена лордом Уэзериллом, созывающим коллегии по перекрестной скамье. Однако лорд Крэнборн дал одобрение своей партии, не посоветовавшись с лидером партии Уильямом Хейгом, который ничего не знал и был смущен, когда Блэр рассказал ему об этом в палате общин. Затем Хейг уволил лорда Крэнборна, который принял свою ошибку, сказав, что он «ворвался внутрь, как плохо обученный спаниель».
Все бывшие лидеры Палаты лордов, которые были потомственными пэрами, приняли пожизненные пэры, чтобы удержать их в верхней палате в 1999 году. Лорд Крэнборн, получивший титул барона Гаскойн-Сесил (Baron Gascoyne-Cecil) из Эссендона в графстве Ратленд, остался действовал на скамейке запасных, пока Палата лордов не приняла новые правила декларирования финансовых интересов, которые, по его мнению, были слишком обременительными. Он взял «отпуск» 1 ноября 2001 года. Таким образом, он был вне Палаты лордов, когда он сменил своего отца на посту 7-го маркиза Солсбери 11 июля 2003 года.
В январе 2010 года лорд Солсбери и Оуэн Патерсон, тогдашний теневой госсекретарь Северной Ирландии, провели секретные переговоры в Hatfield House с участием DUP, UUP и Консервативной партии. Эти переговоры вызвали предположения, что консерваторы пытались создать пан-юнионистский фронт, чтобы ограничить Шинн Фейн и Социал-демократическую и лейбористскую партию на всеобщих выборах 2010 года.
В сентябре 2012 года лорд Солсбери в роли председателя Фонда «Алмазный юбилей Темзы» был посвящен в рыцари королевы Елизаветы II и стал кавалером Королевского Викторианского ордена (KCVO).
Он ушёл из Палаты лордов 8 июня 2017 года, в день досрочных парламентских выборов. Он был назначен кавалером Ордена Подвязки (KG) 27 февраля 2019 года.

## Другие интересы
Солсбери — заместитель лейтенанта Хартфордшира, а также нынешний президент Друзей Британской библиотеки и Друзей церквей без друзей.
Лорд Солсбери является председателем Группы конституционной реформы (CRG), межпартийной группы давления, которая стремится к новому конституционному урегулированию в Великобритании посредством нового закона об унии. Группа представила Закон о профсоюзном законопроекте 2017—2019 в качестве законопроекта о частном члене лорда Лисвейна в Палате лордов 9 октября 2018 года, когда он прошёл формальное первое чтение. Его прохождение через парламент было прекращено по окончании парламентская сессия в октябре 2019 года.
Лорд Солсбери пишет для The Spectator и Центра политических исследований неофициальное имя Роберт Солсбери . Он председатель реакции.
В 2020 году лорд Солсбери опубликовал книгу под названием «Уильям Симпсон и кризис в Центральной Азии, 1884—1885 годы». Это научно-популярная книга о викторианском военном художнике Уильяме Симпсоне и его участии в работе Комиссии по границам Афганистана, геодезическом проекте, который чуть не спровоцировал войну с царской Россией в 1885 году. Книга была опубликована в частном порядке как вклад в Роксбургский клуб, и это проиллюстрировано набором эскизов Симпсона, которые сейчас принадлежат лорду Солсбери.

## Брак и дети
7 января 1970 года в возрасте 23 лет он женился на Ханне Энн Стирлинг (род. 29 мая 1944), дочери подполковника Уильяма Джозефа Стирлинга (1911—1983) и Сьюзен Рейчел Блай (1916—1983), племяннице полковника сэра Дэвида Стирлинга (соучредителя САС) и потомке лордов Ловат, шотландских католических аристократов. Семья изначально выступала против брака, главным образом потому, что Ханна Стирлинг была католичкой. У супругов было пятеро детей:
- Роберт Эдвард Гаскойн-Сесил, виконт Крэнборн (род. 18 декабря 1970), не женат, но у него есть дочь, Айрис Сара Гаскойн-Сесил (род. 2001), от Камиллы Мэри Дэвидсон (род. 1968)
- Леди Элизабет Энн Гаскойн-Сесил (род. 30 мая 1972)
- Лорд Джеймс Ричард Гаскойн-Сесил (род. 1973), с 2007 года женат на Александре Иссе, от брака с которой у него один сын, Томас Ричард Джеймс Гаскойн-Сесил (род. 2009)
- Леди Джорджиана Гаскойн-Сесил (род. 1977), муж с 2002 года Майкл Джеймс Дуглас Кэмпбелл-Гроув (род. 1970)
- Леди Кэтрин Гаскойн-Сесил (род. 1977).

До недавнего времени маркиза и маркиза Солсбери жили в поместье Крэнборн, Дорсет. Семейным резиденцией является Хэтфилд-хаус, когда-то дом королевы Англии Елизаветы I Тюдор, который был подарен семье английским Яковом I Стюартом в обмен на семейный дом Сесилов Теобальдс. Семья Сесилов — землевладельцы в Дорсете, Хартфордшире и Лондоне, а 7-й маркиз занял 352-е место в списке богатых людей Sunday Times за 2017 год, его чистая стоимость оценивается в 335 млн фунтов стерлингов (из которых 150 млн фунтов составляют картины в Хэтфилде).
Наследником маркиза Солсбери является его старший сын Роберт Эдвард «Нед» Уильям Гаскойн-Сесил, виконт Крэнборн (род. 1970). Он был почётным пажом королевы с 1983 по 1986 год . Наследник не женат, но у него есть дочь, родившаяся в 2001 году. Младший сын, лорд Джеймс, женат, он стал отцом Томаса Ричарда Джеймса (род. 2009).